# Saransk
Saransk (em russo: Сара́нск; na língua moksha: Саранош; na língua erzya: Саран ош) é uma cidade da Rússia e capital da República da Mordóvia. Está localizada na bacia hidrográfica do Rio Volga, na confluência dos rios Saranka e Insar, a cerca de 630 km a leste de Moscou. É servida pelo Aeroporto de Saransk e também pela Base Aérea de Lyambir.
Cerca de 85% de seus moradores são russos, os quais se mudaram para Saransk como mão-de-obra para as gigantescas fábricas construídas na região no período soviético. A população de Saransk abrange 34,3% da população total da República da Mordóvia, de acordo com o Censo Russo de 2002. A língua falada quotidianamente é o russo, as línguas mordvinas, o moksho e o erzyo, são raramente ouvidas nas ruas, sendo mais utilizadas pelas famílias de etnia mordvina nas suas casas e entre as famílias.
A cidade foi uma das sedes da Copa do Mundo FIFA de 2018, a cidade sediou 4 jogos que ocorreram na Arena Mordovia.

## História
A fortaleza russa de Atemar, fundada em 1641, recebeu o nome de uma aldeia mordovina vizinha, na época, a fortaleza ficava na fronteira sudeste do Czarado da Rússia. O nome atual, "Saransk", refere-se à localização da cidade no rio Saranka. Logo após a sua fundação, a cidade tornou-se um importante centro comercial para os moradores mordovianos próximos. Depois de 1708, Saransk foi designado para a província de Azov e depois para a província de Kazan. Em 1780, o assentamento recebeu o status de cidade e foi novamente transferido, desta vez para o Governatorato de Penza, que anteriormente era chamado de Penza Namestnichestvo, mas foi renomeado para Governatorato de Penza por Paulo I em 1796. Em 11 de outubro de 1797, a província de Penza foi dividida. em várias províncias, uma das quais era o Governatorato de Simbirsk, que era composta pelos uezds Saransk e Insar. Pelo ukaz de Alexandre I, a província de Penza foi restabelecida e agora foi dividida em 10 uezds.
Em 1928, Saransk foi o centro administrativo do recém-criado Okrug Nacional Mordoviano, que se tornou o Oblast Autónomo Mordoviano em 1930. Os planejadores soviéticos reconstruíram o antigo centro da cidade nas décadas de 1960 e 1970, acrescentando amplas ruas e planejando a construção de enormes áreas residenciais.

## Demografia
Sua população está decrescendo, passando de 312.128 habitantes em 1989 para 304.866 habitantes em 2002 e 297.415 no censo de 2010. A diminuição da população de Saransk é um fenômeno típico das capitais das repúblicas e oblasts da Federação Russa que perderam a competitividade de suas indústrias obsoletas, construídas ainda na época da União Soviética e que não resistiram à competição de uma economia mais aberta e com a entrada de produtos importados.

## Clima
Saransk tem uma versão relativamente fria do clima continental úmido, com verões quentes e não quentes e invernos frios, com médias abaixo de zero para cinco meses do ano. Os períodos de transição são extremamente curtos e apenas abril e outubro estão entre 0 ° C e 10 ° C em temperaturas médias.
| Dados climatológicos para Saransk | Dados climatológicos para Saransk | Dados climatológicos para Saransk | Dados climatológicos para Saransk | Dados climatológicos para Saransk | Dados climatológicos para Saransk | Dados climatológicos para Saransk | Dados climatológicos para Saransk | Dados climatológicos para Saransk | Dados climatológicos para Saransk | Dados climatológicos para Saransk | Dados climatológicos para Saransk | Dados climatológicos para Saransk | Dados climatológicos para Saransk |
| Mês                               | Jan                               | Fev                               | Mar                               | Abr                               | Mai                               | Jun                               | Jul                               | Ago                               | Set                               | Out                               | Nov                               | Dez                               | Ano                               |
| --------------------------------- | --------------------------------- | --------------------------------- | --------------------------------- | --------------------------------- | --------------------------------- | --------------------------------- | --------------------------------- | --------------------------------- | --------------------------------- | --------------------------------- | --------------------------------- | --------------------------------- | --------------------------------- |
| Temperatura máxima recorde (°C)   | 11,0                              | 5,0                               | 10,0                              | 28,9                              | 32,2                              | 34,0                              | 33,9                              | 36,1                              | 31,1                              | 23,0                              | 13,9                              | 10,0                              | 36,1                              |
| Temperatura máxima média (°C)     | −10,5                             | −9,0                              | −2,2                              | 10,6                              | 19,2                              | 22,3                              | 23,9                              | 22,4                              | 17,2                              | 7,2                               | −1,2                              | −5,9                              | 8,2                               |
| Temperatura média (°C)            | −13,5                             | −12,5                             | −5,7                              | 6,4                               | 13,9                              | 16,8                              | 18,4                              | 16,9                              | 12,0                              | 3,8                               | −3,6                              | −8,5                              | 4,0                               |
| Temperatura mínima média (°C)     | −17,2                             | −16,5                             | −9,6                              | 2,1                               | 8,1                               | 11,0                              | 13,2                              | 11,7                              | 7,0                               | 0,4                               | −6,4                              | −11,6                             | −0,2                              |
| Temperatura mínima recorde (°C)   | −34,0                             | −36,1                             | −30,0                             | −10,0                             | −2,2                              | 1,1                               | 3,9                               | 2,0                               | −5,0                              | −17,2                             | −22,2                             | −28,9                             | −36,1                             |
| Precipitação (mm)                 | 32                                | 24                                | 25                                | 32                                | 39                                | 59                                | 74                                | 50                                | 49                                | 47                                | 44                                | 35                                | 510                               |
| Fonte: Weatherbase.org            |                                   |                                   |                                   |                                   |                                   |                                   |                                   |                                   |                                   |                                   |                                   |                                   |                                   |

## Esporte
A cidade de Saransk é a sede do Estádio Start e do FC Mordovia Saransk, que participa do Campeonato Russo de Futebol. Outro clube é o FC Biokhimik-Mordovia Saransk.

## Cidades irmãs
- Botevgrad, Bulgária.
- Sieradz, Polônia.
- Ulianovsk, Rússia.

## Pessoas notáveis
- Mikhail Bakhtin, que viveu e ensinou em Saransk entre 1949 e 1969. Um monumento em sua memória foi inaugurado em 2015 na cidade.
- Gérard Depardieu, registrado como morador de Saransk desde Fevereiro de 2013.[7]

## Galeria

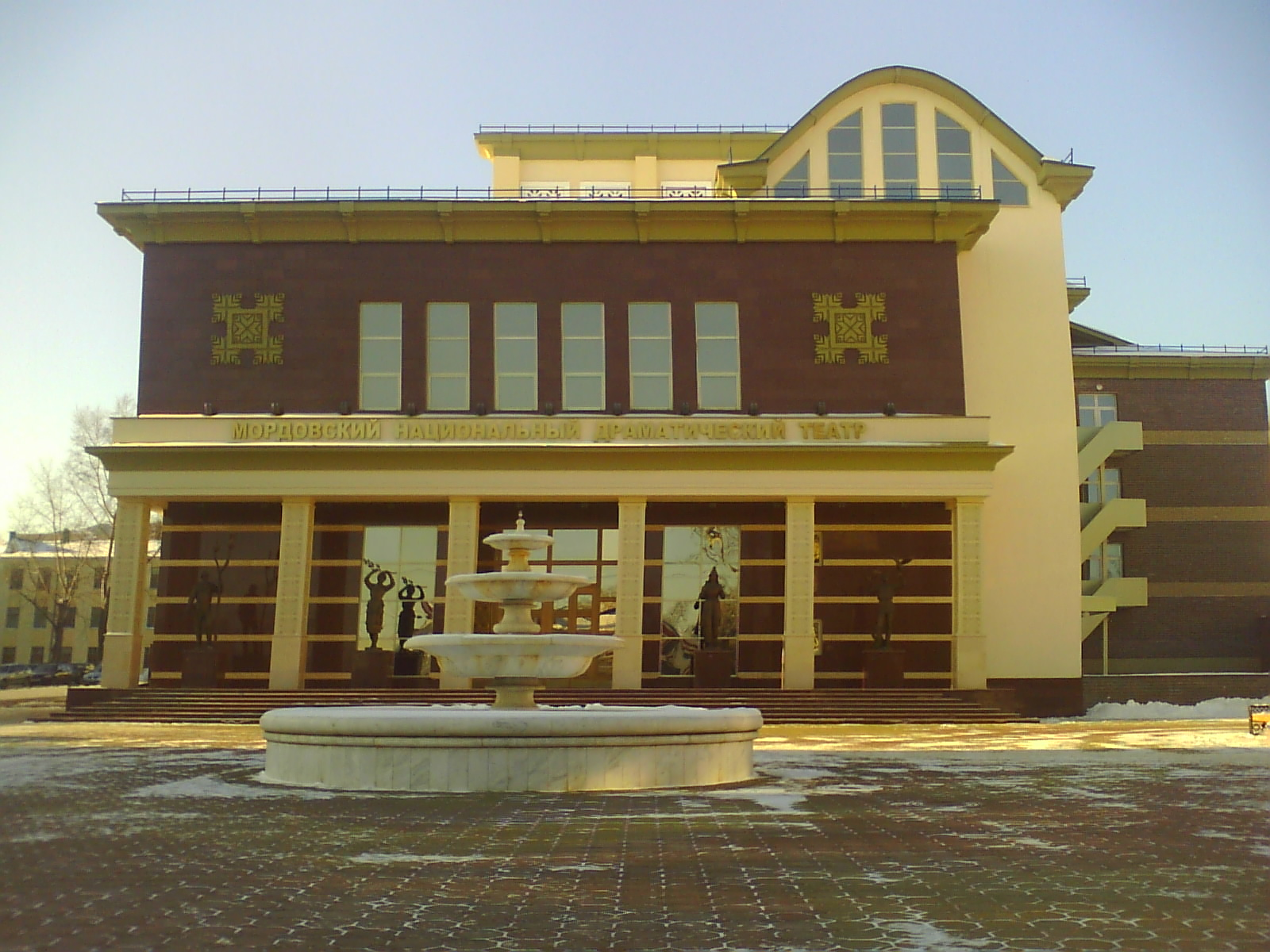
O Teatro Nacional Dramático da Mordóvia
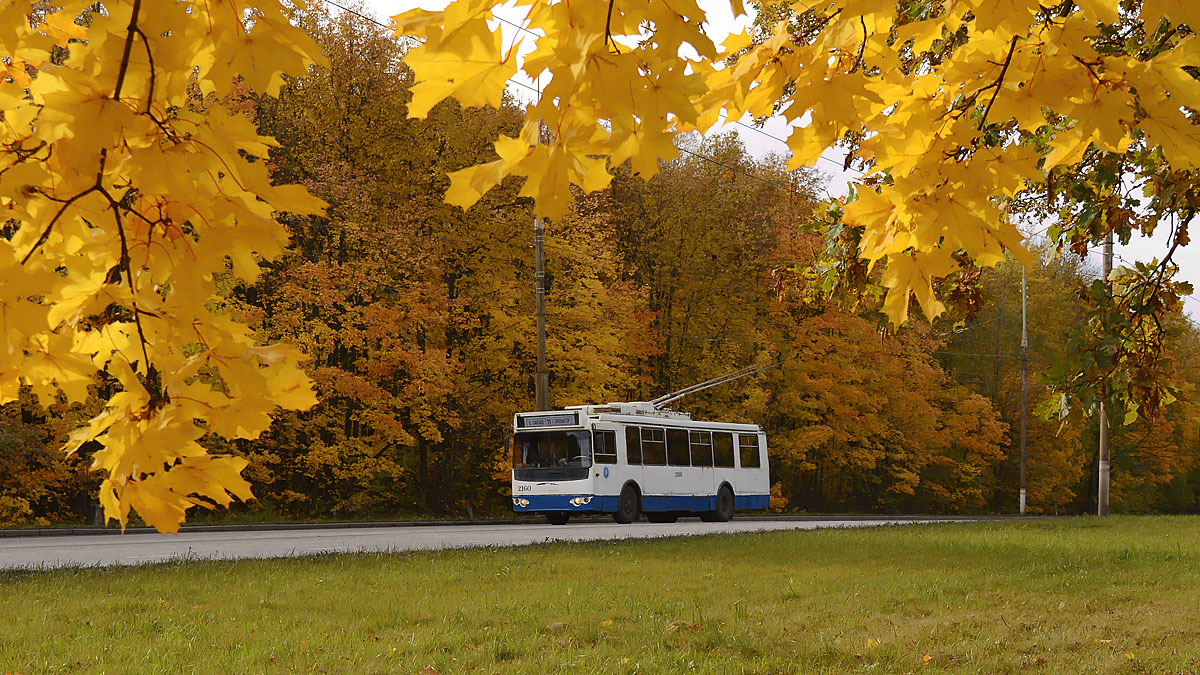
Tróleibus na Rua Pobedy, em Saransk